# Marion Lemesre
Marion A. Lemesre, née le 22 juillet 1954 à Bruxelles est une femme politique belge bruxelloise, membre du Mouvement réformateur (MR).
Elle est licenciée en journalisme et en communication sociale.

## Fonctions politiques
- Membre du Parlement de la Région de Bruxelles-Capitale depuis le 12 juillet 1989
- Quatrième Vice-Présidente du Parlement bruxellois depuis le 19 juillet 2004
- Conseillère communale de Bruxelles-ville
- Bourgmestre de Bruxelles déléguée, 2000-2001
- Echevine de Bruxelles depuis 2012

## Décoration
- Officier de l'ordre de Léopold (2009)[1]